# Eurygaster austriaca

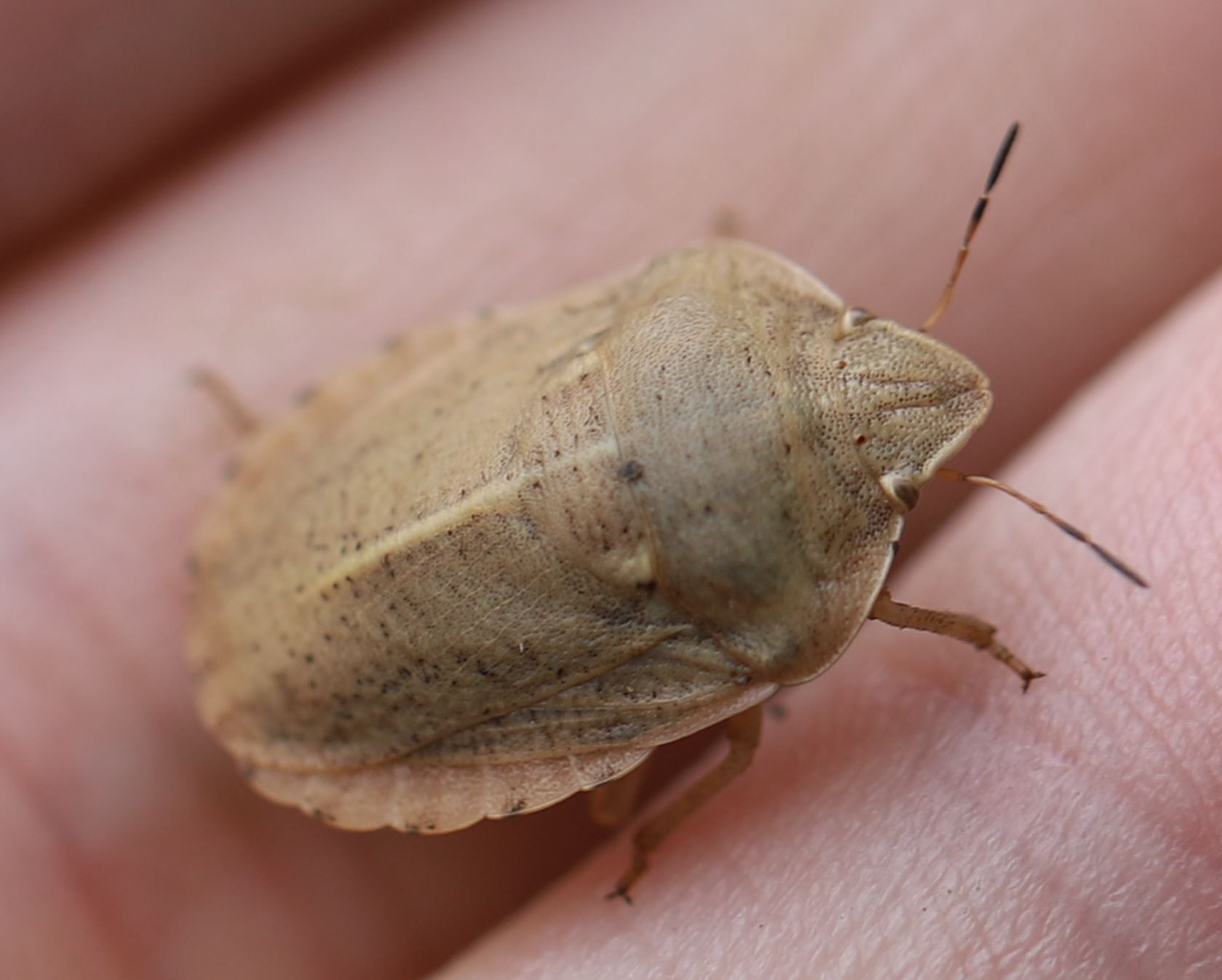
Eurygaster austriaca, helle Form

Eurygaster austriaca, auch Österreichische Schildwanze genannt, ist eine Wanze aus der Familie der Schildwanzen (Scutelleridae).

## Merkmale
Die Wanzen werden 11 bis 13 Millimeter lang. Die Färbung der Wanzen ist sehr variabel und reicht von hellbraun über rotbraun bis blauschwarz. Die Wanzen sind größer als die anderen heimischen Schildwanzen und weisen im Gegensatz zu diesen nur kleinere Flecke auf. Über das Scutellum, das den gesamten Hinterleib bedeckt, verläuft außerdem ein ausgeprägter Kiel. Das Connexivum ist nicht so stark verbreitert wie bei Eurygaster hottentotta. Der Tylus (Stirnkeil) weist eine leichte Y-Form auf.

## Verbreitung
Eurygaster austriaca kommt in Südeuropa sowie im südlichen Mitteleuropa vor. Im Süden reicht das Vorkommen bis nach Nordafrika (Marokko, Algerien), im Osten bis nach Russland.

## Lebensweise
Die mesophile Wanzenart bevorzugt als Lebensraum trockenwarme Gebiete. Die Wanzen leben an Süßgräsern (Poaceae) und auf verschiedenen Getreidearten. Die Jungnymphen saugen an den Blättern, während die reiferen Nymphen und die Imagines an reifenden Samen saugen. Die Art überwintert als Imago. Ende April / Anfang Mai erscheinen die Imagines. Die Paarung findet im Mai statt, die Eiablage auf der Blattunterseite der Wirtspflanzen im Juni. Die Weibchen legen gewöhnlich zwischen 20 und 28 Eiern. Die Nymphen schlüpfen nach etwa zwei Wochen und durchlaufen im Anschluss fünf Häutungen, bis sie dann schließlich im Juli oder August ausgewachsen sind. Im Spätsommer wandern die Wanzen vom Offenland in angrenzende Waldgebiete.

## Wirtschaftliche Bedeutung
Eurygaster austriaca ernährt sich von ausdauernden Süßgräsern, darunter auch Weizen, Roggen, Gerste, Saat-Hafer, Mais und Sorghum. Aufgrund seines späten Erscheinens im Jahr und der relativ geringen Fortpflanzungsrate ist die Art als Schädling nicht so bedeutend wie die im östlichen Europa vorkommende verwandte Art Eurygaster integriceps.

## Natürliche Feinde
Zu den natürlichen Feinden der Wanzenart zählen verschiedene Raupenfliegen aus der Unterfamilie Phasiinae. Hierbei werden genannt: Cistogaster globosa, Elomya lateralis, Cylindromyia auriceps und Cylindromyia intermedia, Gymnosoma rotundatum, Phasia subcoleoptrata, Clytiomya sola und Eliozeta helluo. Weitere Parasitoide sind die Erzwespen-Arten Trissolcus grandis, Trissolcus semistriatus, Trissolcus vassilliewi und Trissolcus cultratus aus der Familie der Scelionidae.